# Stadion Donnerschwee
Das Donnerschweer Stadion war ein Fußballstadion im Stadtteil Donnerschwee der niedersächsischen Stadt Oldenburg, das an der Ecke der Donnerschweer Straße und der Wehdestraße lag. Es wurde auch Hölle des Nordens genannt.

## Geschichte
Das Donnerschweer Stadion wurde ursprünglich vom Oldenburger Radsportverein von 1884 als Radrennbahn gebaut. Der Platz eignete sich besonders dafür, da an dieser Stelle bereits Sand für den Oldenburger Hauptbahnhof abgetragen war und es somit günstige Voraussetzungen für den Einbau der Steilwände gab.
Von 1899 bis 1903 spielten das erste Mal Fußballer des FC Oldenburg im Innenraum der Radsportbahn. 1908 waren die Radsportler verschwunden, der FV Germania 03 pachtete das Grundstück und gestaltete es zu einem Fußballplatz um. 1919 fusionierten beide Vereine zum VfB Oldenburg und im Folgejahr erwarb der Verein das Gelände von der ansässigen Klosterbrauerei, um es mit dem Stadion zu bebauen.
Nach dem Zweiten Weltkrieg wurde das Stadion von der britischen Besatzungsmacht beschlagnahmt. 1947 entstand in unmittelbarer Nachbarschaft ('Unterm Berg') ein Flüchtlingslager, das sogenannte Lettenlager. Die Bewohner nahmen das Stadion auseinander und verfeuerten das brennbare Material.
Später wurde die Beschlagnahme rückgängig gemacht und 1949 feierte der VfB Oldenburg die Neueröffnung des Stadions vor 20.000 Zuschauern mit einem 1:0 über den Hamburger SV. Anfangs noch in der höchsten deutschen Spielklasse erlebte das Stadion nach Einführung der Fußball-Bundesliga Spiele in der Amateur-Oberliga Nord und in der Saison 1980/81 sogar die 2. Fußball-Bundesliga.
1990 sah sich der Verein genötigt, das Stadion für 2,8 Millionen D-Mark an eine Investorengruppe zu verkaufen, um des anwachsenden Schuldenbergs Herr zu werden. Das letzte Pflichtspiel in Donnerschwee fand am 16. Juni 1991 gegen den SC Freiburg statt (2:2). Seitdem lag das Stadion, welches zuletzt für eine Kapazität von 12.000 Zuschauern zugelassen war, brach. Seither spielt der VfB im städtischen Marschweg-Stadion im Stadtteil Eversten.
Über die Jahre waren mehrere Umnutzungspläne für die Brache gescheitert. Ende 2005 deutete sich erstmals ein Erfolg an für den Plan, das Gelände mit einem Einkaufszentrum von 3000 m² Verkaufsfläche nebst zugehörigen Parkplätzen zu bebauen. Seit dem 25. September 2008 befinden sich auf dem Gelände des ehemaligen Stadions ein Discountmarkt und ein als «Donnerschweer Stadtteilzentrum» betiteltes Mehrzweckgebäude mit Büroräumen, einer Bankfiliale, einem Backladen/Café, einer Apotheke und einem Supermarkt.

### Neubaupläne
Seit dem Umzug in das Marschweg-Stadion Anfang der 1990er Jahre wird ein Neubau diskutiert. Durch den Aufstieg des VfB Oldenburg 2022 in die 3. Fußball-Liga rückte das Thema erneut in den Fokus. Unweit des alten Stadions Donnerschwee, an der Maastrichter Straße, neben der EWE Arena und nahe des Hauptbahnhofs, ist der Bau einer neuen Fußballarena geplant. Im Februar 2023 traf der Stadtrat eine positive Grundsatzentscheidung zum Thema Stadionneubau. Am 15. April 2024 wird im Oldenburger Stadtrat final über einen Neubau im Stadtteil Donnerschwee abgestimmt. Da zahlreiche Anhänger des Clubs als Zuschauer erwartet werden, wurde die Ratssitzung in die Weser-Ems-Halle verlegt. Je nach Größe der neuen Heimat des VfB, 7500 oder 10.000 Plätze, werden die Kosten, laut dem Institut für Sportstättenberatung (IFS) in Oldenburg, auf 47,1 Mio. bzw. 50,4 Mio. Euro kalkuliert. Würde dem Stadion mit 10.000 Plätzen ein Parkdeck hinzugefügt, liegen die Berechnung bei 58,4 Mio. Euro. Eine Erweiterung auf 15.000 Plätze wäre in einem zweiten Schritt möglich. Das größte Hindernis für die Zustimmung wären enorm gestiegene Baukosten. Die Anfang März 2024 veröffentlichten, neuesten Kalkulationen sind zwar erwartungsgemäß höher als zuvor prognostiziert, aber keineswegs exorbitant gestiegen. Jährlich müsste die Stadt Oldenburg, laut IFS, zwischen 1,7 und 2,8 Mio. Euro an Zuschüssen für die Anlage zahlen. Die genaue Summe hängt von verschiedenen Faktoren (u. a. Kapazität, Ligazugehörigkeit des VfB und dem Zinsniveau) ab. Wenn der Stadtrat dem Bau zustimmt, sollen die Bauarbeiten Mitte 2025 beginnen. Der Spielbetrieb könnte voraussichtlich 2027 starten.